# Forpus passerinus
Forpus passerinus là một loài chim trong họ Psittacidae.

## Hình ảnh

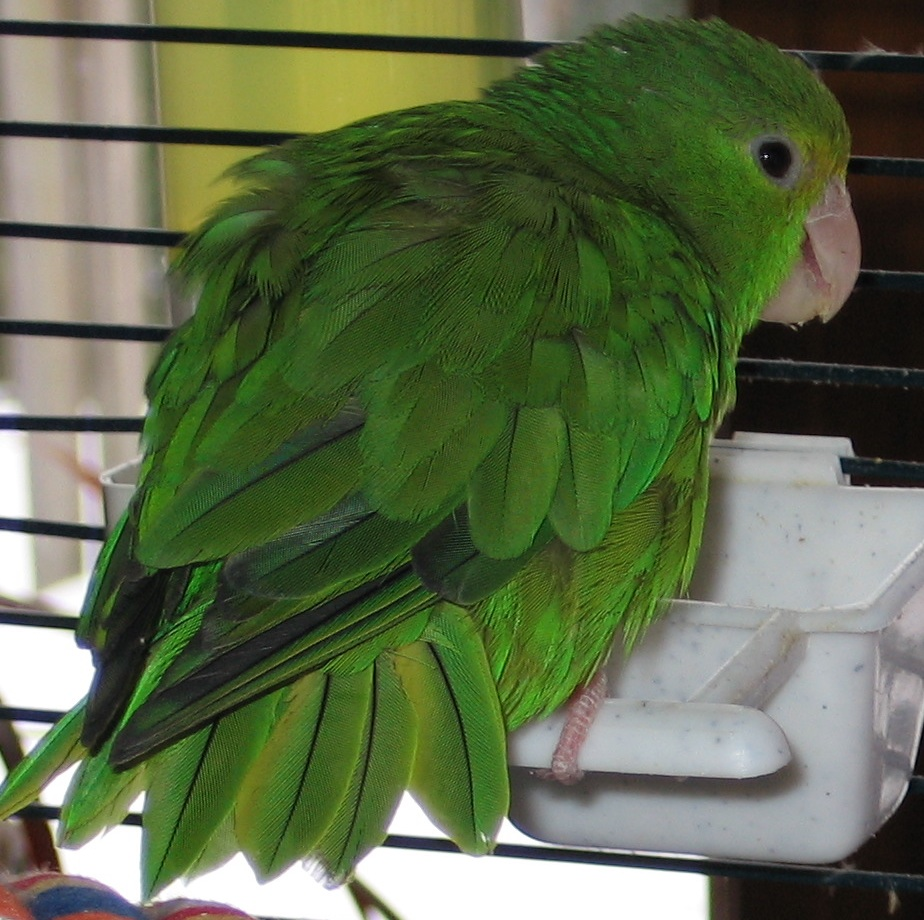
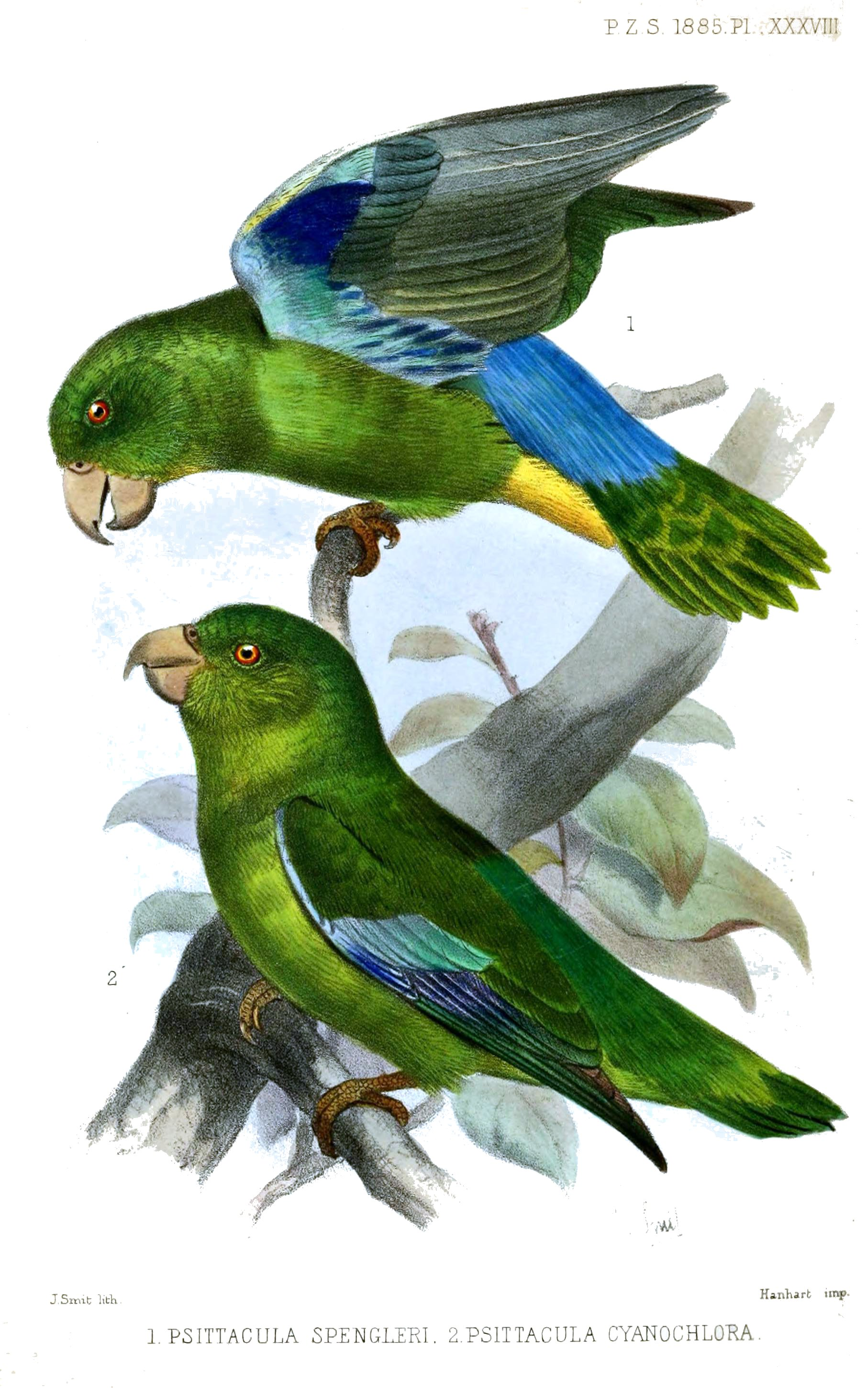
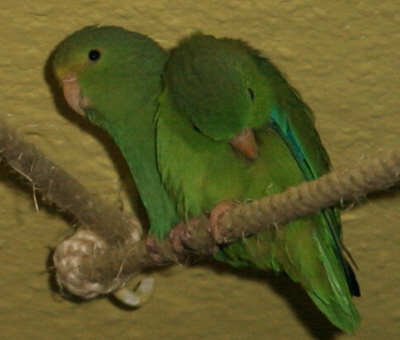